# She's So Lovely
She's So Lovely is een nummer van de Britse poprockband Scouting for Girls uit 2007. Het is de tweede single van hun titelloze debuutalbum.
"She's So Lovely" is een vrolijk poprockliedje waarin de ik-figuur zingt dat hij tot zijn oren verliefd is op een vrouw, en beschrijft wat hij zo mooi aan haar vindt. Het nummer werd enkel op de Britse eilanden een hit, met een 7e positie in het Verenigd Koninkrijk. In Nederland bereikte het nummer geen hitlijsten; de Nederlandse doorbraak voor Scouting for Girls zou drie jaar later volgen.